# Batalla de San Pietro
La batalla de San Pietro o batalla de Parma se libró el 29 de junio de 1734 en el contexto de la guerra de sucesión polaca, en las afueras de la ciudad de Parma. El ejército compuesto por las tropas francesas y piamontesas derrotó a los austriacos.
Desde el principio de la guerra, tropas francesas y piamontesas habían ido ocupando todo el norte de Italia, expulsando a los austriacos de la Lombardía (antiguo Milanesado español) y del resto de la región, a excepción de Mantua, la capital del ducado de Mantua, fuertemente fortificada, donde los austriacos mantenían su resistencia.
En junio, tropas austriacas al mando de Claudio Florimundo, duque de Mercy, penetraron en el territorio conquistado por los franco-piamonteses, con la finalidad de ocupar la ciudad de Parma. En las cercanías de dicha ciudad se toparon con fuerzas francesas al mando de los mariscales François-Marie de Broglie, conde de Broglie y François de Franquetot de Coigny; estos últimos habían tomado el mando del Ejército francés a la muerte del mariscal Claude Louis Hector de Villars, el 17 de junio de 1734 en Turín.
El 29 de junio de 1734 se produjo el choque entre ambos ejércitos, en la Batalla de San Pietro, que se saldó con la victoria francesa y la recuperación del territorio por los austriacos durante su contraofensiva, retirándose los imperiales abandonando muertos y heridos en el campo de batalla. Durante la batalla resultó muerto el propio comandante austriaco, duque de Mercy.
La victoria permitió a los franceses y sus aliados tomar las ciudades de Guastalla, Reggio Emilia y Módena.
- Datos: Q2312517
- Multimedia: Battle of Parma (1734) / Q2312517